# فرودگاه شهری الکارت
فرودگاه شهری الکارت (به انگلیسی: Elkhart Municipal Airport) یک فرودگاه همگانی بهره‌برداری هوایی با کد یاتا EKI است که یک باند فرود آسفالت دارد و طول باند آن ۱۹۸۱ متر است. این فرودگاه در شهر الکارت، ایندیانا کشور ایالات متحده آمریکا قرار دارد و در ارتفاع ۲۳۷ متری از سطح دریا واقع شده است.